# Абботт, Уолтер
Уолтер Абботт (англ. Walter Abbott; 7 декабря 1877 — 1 февраля 1941) — английский футболист. Выступал за английские клубы «Смолл Хит» (позднее переименованный в «Бирмингем», а затем и в «Бирмингем Сити»), «Эвертон» и «Бернли».

## Клубная карьера
Уроженец Бирмингема, Абботт начал играть в футбол за «Роузвуд Виктория», после чего стал игроком местного клуба «Смолл Хит». Выступал на позиции левого инсайда, забив 66 голов в 85 матчах за клуб. В сезоне 1898/99 забил рекордные 42 гола, в том числе 33 гола во Втором дивизионе, став лучшим бомбардиром турнира.
В июне 1899 года перешёл в ливерпульский клуб «Эвертон». Там он играл на позиции флангового хавбека (англ. wing half). Выступал за «ирисок» до 1908 года, сыграв в общей сложности 291 матч и забив 37 голов. Помог команде дважды занять второе место в чемпионате, а также сыграть в двух финалах Кубка Англии, выиграв финал 1906 года, в котором «ириски» обыграли «Ньюкасл Юнайтед».
В мае 1908 года перешёл в клуб Второго дивизиона «Бернли». Дебютировал за клуб 1 сентября 1908 года в матче против «Честерфилда» на стадионе «Терф Мур». Выступал за позициях левого хавбека и левого инсайда. Всего провёл за клуб 65 матчей.
В 1910 году вернулся в «Смолл Хит» (который был переименован в «Бирмингем»), но сыграл за команду только один официальный матч, а затем завершил карьеру из-за травмы.

## Карьера в сборной
3 марта 1902 года провёл свой единственный матч за национальную сборную Англии — против Уэльса на стадионе «Рейскорс Граунд» в рамках Домашнего чемпионата.
Также провёл четыре матча за сборную Футбольной лиги.

## Достижения
Эвертон
- Вице-чемпион Англии: 1901/02, 1904/05
- Обладатель Кубка Англии: 1906
- Финалист Кубка Англии: 1907

Личные достижения
- Лучший бомбардир Второго дивизиона: 1898/99 (33 гола)[1]

## Личная жизнь
После завершения карьеры футболиста работал на автомоторном заводе в Бирмингеме.
Сын Абботта, Уолтер Абботт-младший (род. 1899) также стал футболистом и играл за «Гримсби Таун».
Умер в Бирмингеме в 1941 году в возрасте 63 лет.